# Camou-Cihigue
Camou-Cihigue – miejscowość i gmina we Francji, w regionie Nowa Akwitania, w departamencie Pireneje Atlantyckie.
Według danych na rok 1990 gminę zamieszkiwało 119 osób, a gęstość zaludnienia wynosiła 12 osób/km² (wśród 2290 gmin Akwitanii Camou-Cihigue plasuje się na 1057. miejscu pod względem liczby ludności, natomiast pod względem powierzchni na miejscu 1066.).